# Khalanga (Darchula)
Khalanga (nep. खलंगा) – gaun wikas samiti w zachodniej części Nepalu w strefie Mahakali w dystrykcie Darchula. Według nepalskiego spisu powszechnego z 2001 roku liczył on 1173 gospodarstw domowych i 5764 mieszkańców (2760 kobiet i 3004 mężczyzn).